# 28690 Beshellem
28690 Beshellem è un asteroide della fascia principale. Scoperto nel 2000, presenta un'orbita caratterizzata da un semiasse maggiore pari a 2,4288681 UA e da un'eccentricità di 0,1949856, inclinata di 2,21070° rispetto all'eclittica.